# Iron Mountain
Iron Mountain – miasto w północnej części Stanów Zjednoczonych, w stanie Michigan, na Półwyspie Górnym, w hrabstwie Dickinson, niedaleko granicy z Kanadą. Według spisu powszechnego z 2010 r. liczyło 7624 mieszkańców, a w przeciągu 10 lat liczba jego ludności zwiększyła się o 5,2%.
Iron Mountain założono w 1879 r. w wyniku odkrycia tutaj rud żelaza. Miasto zaczęło się rozrastać, głównymi grupami narodowościowymi byli Włosi, Szwedzi i Irlandczycy.
Atrakcją miasta jest jaskinia, w której znajduje się jedno z największych skupisk nietoperzy w środkowo-zachodniej części USA, ich liczebność szacuje się na 25 tys. – 50 tys. Inne atrakcje turystyczne to: spływy kajakowe, piesze wycieczki, przejażdżki konne i sporty zimowe.

## Skocznie narciarskie
W mieście znajdują się 4 skocznie narciarskie. Jedna z nich – Pine Mountain Jump należy do najwyższych skoczni na świecie. Odbywały się na niej zawody Pucharu Świata i Pucharu Kontynentalnego.

## Demografia
W 2000 r. w Iron Mountain mieszkało 8154 ludzi, było 3458 gospodarstw domowych i 2147 rodzin. Średnia wieku wynosiła 39 lat. Przeciętny dochód gospodarstwa domowego w mieście to 32 526 dolarów, a na całą rodzinę – 43 687 dolarów. Średni dochód przypadający na mężczyznę – 38 309 dolarów, na kobietę – 22 533 dolarów.
Skład etniczny
- Biali – 97,67%
- Afroamerykanie – 0,2%
- Rdzenni amerykanie – 0,48%
- Azjaci – 0,66%

Grupy wiekowe:
- 0–18 lat: 25,1%
- 18–24 lat: 7,1%
- 25–44 lat: 27,2%
- powyżej 45: 40,7%

## Ludzie związani z Iron Mountain
- Anna DeForge – amerykańska koszykarka, grająca w Women’s National Basketball Association (WNBA)
- Robert J. Flaherty – reżyser i producent pierwszego komercyjnego filmu dokumentalnego, który odniósł sukces Nanuk z Północy z 1922 r.
- Steve Mariucci – dawny trener NFL w San Francisco 49ers i Detroit Lions